# Ctenopoma riggenbachi
Ктенопома Рігенбаха (Ctenopoma riggenbachi) — тропічний прісноводний вид лабіринтових риб з родини анабасових (Anabantidae).
Часто назва Ctenopoma riggenbachi розглядається як синонім Ctenopoma petherici.

## Опис
Максимальний розмір: 91 мм загальної довжини.
Голотип має 16 твердих і 11 м'яких променів у спинному плавці, 8 твердих і 11 м'яких променів в анальному плавці, 25 лусок у бічному ряді, 15 лусок у верхній і 10 у нижній бічній лінії.

## Поширення
Ктенопома Рігенбаха відома лише з типової місцевості, розташованої в Камеруні, ймовірно в районі Гаруа на річці Бенуе.